# Dark World 2 – Equilibrium
Dark World 2 – Equilibrium (russisch Тёмный мир: Равновесие Tjomny mir: Rawnowessije) ist ein russischer Fantasyfilm aus dem Jahr 2013 von Oleg Assadulin. Er ist die Fortsetzung von Dark World – Das Tal der Hexenkönigin aus dem Jahr 2010.

## Handlung
Als sie noch ein Kind war, verunglückte die heutige Studentin Dascha mit dem Schulbus und machte eine Nahtoderfahrung, als sie beinahe ertrank. Was sie zu diesem Zeitpunkt noch nicht wusste: Während dieses Unfalls kam sie mit einer magischen Welt in Kontakt und außerdem wurden magische Fähigkeiten auf sie übertragen. An der Universität werden ihr ihre magischen Fähigkeiten bewusst, als sie Besitzerin eines altertümlichen Talismans wird.
Sie ist in der Lage, die Schatten aus der Dark World zu sehen, die Menschen die Lebenskraft aussaugen können. Während ihres Studiums erfährt sie, dass beim Bau der Universität das Tor der Dark World geöffnet wurde. Es befindet sich unter den Hörsälen und stellt eine permanente Gefahr für die Studenten dar. Gemeinsam mit einigen Kommilitonen, die ebenfalls über übermenschliche Fähigkeiten verfügen, beschließt sie, gegen die Schatten zu kämpfen.

## Kritik
„Der russische Actionfilm mischt unbekümmert Fantasy und Coming-of-Age, wobei die Inszenierung viel Wert auf die Spezialeffekte legt, während sich die Handlung mitunter recht sprunghaft entwickelt.“

„Die Story der Fortsetzung von ‚Dark World – Das Tal der Hexenkönigin‘ wird durch die Romanze nicht gehaltvoller, Handlungsstränge verlaufen im Sand. Die Figuren sind so glatt poliert wie flach, Spannung kommt nicht wirklich auf. Unser sehendes Auge sagt: Kinderprogramm!“

Cinema kritisiert, dass die Handlungsstränge ins Leere laufen und keine wirkliche Spannung aufkommt. Auch das intensive Einbinden einer Liebesbeziehung macht den Film nicht besser als seinen Vorgänger, außerdem werden die Filmcharaktere als „so glatt poliert wie flach“ beschrieben.